# Juan Bautista Comes
Juan Bautista (Valencia, 1582-Valencia, 5 de enero de 1643) fue maestro de capilla español y uno de los más destacados compositores del Barroco español, llegando a ejercer su magisterio en diferentes centros. Su obra polifónica, en gran parte religiosa, introduce importantes innovaciones estilísticas.

## Biografía
Juan Bautista de Comes se formó en la Catedral de Valencia, donde ingresó como infantillo en 1594, contando con Ginés Pérez, Narciso Leysa y Ambrosio Cortes como profesores.
Fue nombrado, el 13 de agosto de 1605, maestro de la Catedral de Lérida. Abandonando la misma en 1608, recibiendo su primera asignación como ayudante o teniente de maestro de capilla de la iglesia del Corpus Christi. Tiempo atrás, compuso en Valencia las Letanías al Santísimo, para la iglesia del Patriarca, y la Pasión según San Mateo, para la catedral.
El 1 de enero de 1618 llegó a Madrid como segundo maestro de la corte de los Habsburgo. Una vez acomodado en su puesto en la corte tuvo que dominar el entorno de la música española y el de la música flamenca.
Nunca abandonó el contacto con su ciudad natal, pues envió numerosas composiciones a los superiores en la iglesia del Patriarca, salmos y motetes. Superando una serie de dificultades, el 28 de junio de 1628 Comes se hizo cargo de la maestría de El Patriarca, aunque no por mucho tiempo. En 1632, antes de su muerte volvió a Valencia.
El primer musicólogo en nombrar a Comes fue J. B. Guzmán, maestro de capilla de la Catedral de Valencia y monje de Montserrat. En 1888, contando con la colaboración de Barbieri, consiguió la publicación a nivel nacional de trescientos ejemplares de dos volúmenes de composiciones de Comes. Todos los diccionarios y aquellos que han citado en algún momento a Comes con posterioridad a Guzmán han tomado sus datos de dicha publicación, hasta las nuevas aportaciones de J. Piedra y J. Climent en 1961.

## Obra
Comes marca un antes y un después en la historia de la música valenciana. De él se puede decir que fue el introductor en Valencia del género multicoral, y uno de los primeros compositores españoles que escribe para un número mayor de voces, con una variadísima colocación, perfectamente indicada en sus obras, de los distintos coros. A pesar de que Comes cultivó todas las formas de la polifonía clásica, demostró un acentuado interés por el género policoral. En dichas obras demuestra un completo dominio del contrapunto imitativo, usando con abundancia la imitación canónica. En él confluye la grandiosidad del género policoral y la expresividad del misticismo español del siglo XVI.[cita requerida]

### Obras para la iglesia del Patriarca
Letanías al Santísimo es la plegaria por excelencia en la nueva iglesia del Patriarca, cuenta con una exuberante religiosidad, en la cual se combina el misticismo del siglo XVI y la grandiosidad del siglo XVII, y donde Comes presentó las innovaciones que más tarde le caracterizaron. Está compuesta sirviéndose, sobre todo, del movimiento homófono de las voces ya que, en principio, debía cantarse situando un coro en el altar mayor y otro donde se situara el órgano. Igualmente, escribió para dicha iglesia el salmo Miserere siguiendo las reglas del fundador de la iglesia.
Comes permaneció en El Patriarca hasta después de la muerte del fundador. Para conmemorar su fallecimiento, escribió el motete Si morte preocupatus fuerit, “Ad mortem Reverensissimi Archiepiscopi Valentini et Patriarchae Antioquiae D. Joannis a Ribera”, obra compuesta para seis voces. Otra de sus obras, en esta primera etapa en la iglesia de El Patriarca, son las Danzas al Santísimo, para reemplazar las primera que compuso Miguel Tarín. Estas danzas fueron recreadas a partir de 2005 por el investigador Rodrigo Madrid Gómez.

### Villancicos
Comes fue el creador de un nuevo estilo de villancico con características propias. A diferencia del villancico clásico español de dos partes, Comes lo convirtió en una obra compuesta por tres tiempos. Una parte introductoria o tonada a solo o escasas voces, mayormente acompañada, cuyo tema musical y texto es desarrollado por la siguiente responsión policoral, entre 5 y 12 voces, que normalmente no lleva acompañamiento; este segundo tiempo suele estar dividido en dos partes claramente contrastables, puesto que van separadas por un silencio en todas las voces. Algunas tonadas son en forma de diálogo entre dos voces, forma que fue muy empleada más adelante. Los villancicos de Comes, adelantándose al resto de los compositores españoles, tienen un marcado carácter religioso. Sus obras profanas pueden llamarse tonos, endechas y folías, y se puede apreciar una distinción entre estas denominaciones, dejando la folía para una obra sin relación con lo religioso. 
Los textos de sus villancicos, ninguno escrito en valenciano, son poéticos y mantienen el decoro religioso. Los temas musicales no se inician desde el gregoriano, sino desde la música religioso-popular, aunque no introduzca temas populares concretos como lo harían sus sucesores en el siglo XVIII.
Otra innovadora característica son los instrumentos. Pues, además del acompañamiento de las tonadas y de algunas responsiones de los villancicos, emplea los ministriles para acompañar a un solista o para reemplazar las voces de alguno de los coros, algo bastante frecuente. El conjunto de obras más numeroso e importante se conserva en el archivo de la catedral de Valencia, aunque también se conservan en otros muchos archivos españoles.

## Grabaciones
- O Pretiosum. Music for the Blessed Sacrament Coro de Cámara Amystis Sociedad Musicológica, José Duce Chenoll, Brilliant Classics. 2016
- Missa de Batalla. Victoria Musicae Josep R. Gil-Tàrrega: La Mà de Guido 2006
- In nativitate Domini. Victoria Musicae Josep R. Gil-Tàrrega: La Mà de Guido 2005
- Danzas del Corpus Christi. Juan Bautista Comes (ca. 1582-1643) Capella Saetabis. Rodrigo Madrid: SEdeM CD 17. 2006
- In festo Corporis Christi. Victoria Musicae Josep R. Gil-Tàrrega: La Mà de Guido 2010
- Villancico al Santísimo: A la sombra estáis (6:30) on A batallar estrellas. Banzo. Harmonia Mundi.
- Para regalo y bien mío. Retrobem la nostra música, CD n.º 21.
- Que el Rey del cielo este al hielo. Retrobem la nostra música, CD n.º 21.
- Magnificat 8º tono, a 4 v mixtes, Dialogado con el gregoriano. Retrobem la nostra música, CD n.º 21.